# بيير باتريسيو
بيير باتريسيو هو رسام فلبيني، ولد في 20 فبراير 1960 في Dumalag ‏ في الفلبين.